# Hackerville (2018)

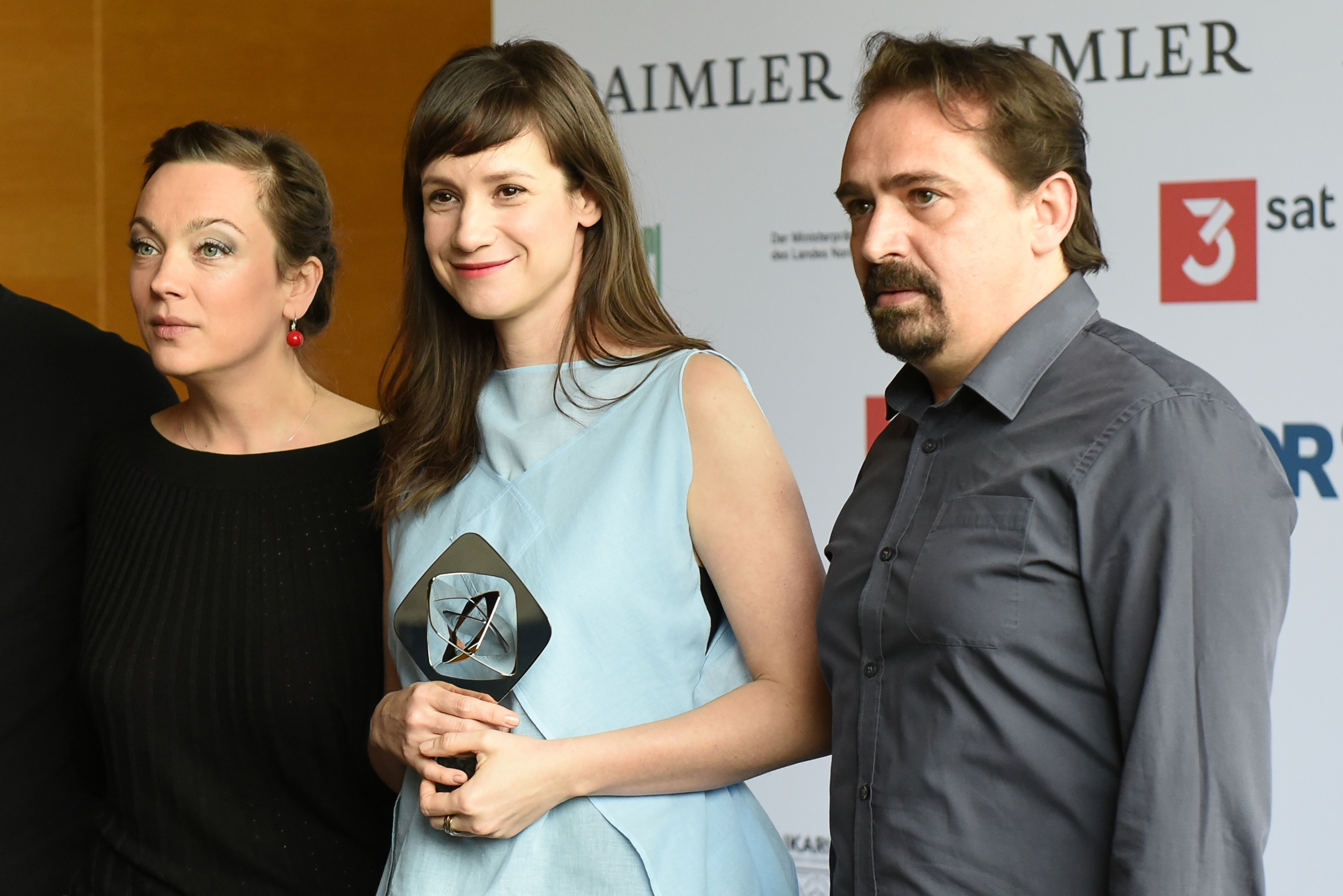
Anca Miruna Lăzărescu, Anna Schumacher și Igor Cobileanski

Hackerville este un serial co-produs de HBO Europe.
A fost filmat la Timișoara, București și Frankfurt a avut premiera natională pe 21 octombrie în Aula Magna a Universității de Vest din Timișoara, în prezența unei părți importante din echipa filmului. Astfel, primele două episoade ale serialului au fost proiectate în premieră pentru publicul din România, în prezența unei audiențe de aproape 500 de persoane, din care n-au lipsit reprezentanți ai instituțiilor administrative și culturale ale orașului de pe Bega. Evenimentul a încheiat cu succes zilele cinefile provocate de Les Films de Cannes a Timisoara. Proiecția a beneficiat de o introducere făcută de Irina Margareta Nistor, prezență iconică a scenei filmului din România, care s-a declarat încântată de faptul că Timișoara a fost orașul ales pentru această nouă producție HBO Europe. Anna Schumacher (rol principal feminin), Anca Miruna Lăzărescu (regizor), Voicu Dumitraș (în rolul lui Cipi) și producătorii serialului au răspuns întrebărilor publicului.

## Rezumat
Un atac cibernetic, ai cărui responsabili par a fi o rețea de hackeri din România, afectează una dintre cele mai mari bănci din Germania. Lisa Metz, expertă în criminalitate informatică în Frankfurt, preia ancheta în Timișoara, orașul în care s-a născut. Lisa ajunge să se confrunte cu secrete incomode din trecutul familiei sale. Între timp, ancheta lui Adam Sandor, polițistul român care se ocupă de caz, este dată peste cap de sosirea Lisei. Investigația îi duce pe cei doi, Lisa și Adam, pe urmele unui hacker genial, cunoscut ca Dark Mole. Neîncrederea inițială din acest trio se transformă treptat într-o relație de interdependență.

## Producție
Producători executivi sunt Jörg Winger (Deutschland 83/86) pentru UFA Fiction și Johnathan Young (Valea Mută) pentru HBO Europe.
Alina David și Silvia Popescu sunt producătoare pentru HBO Europe.
Hackerville a fost filmat în Timișoara, București și Frankfurt, din primăvara lui 2018 și va avea premiera în România la HBO și HBO GO în toamnă.
HBO Europe va lansa Hackerville în teritoriile sale din Europa Centrală, Nordic și Spania. TNT Serie va difuza serialul în Germania, Austria și Elveția.
Antony Root, EVP, Original Programming and Production HBO Europe, a spus: „Hackerville e o poveste alertă, actuală și extrem de captivantă, despre una dintre cele mai mari amenințări ale lumii actuale. Suntem încântați de acest prim parteneriat cu TNT Serie, dar și de colaborarea cu Jörg Winger de la UFA Fiction și cu Mobra Films - împreună vom da viață acestui serial și lumilor sale atât de contrastante.”

## Recepție
Toată lumea vorbește zilele astea despre Hackerville, noul serial original HBO regizat de Igor Cobileanski (Umbre, La limita de jos a cerului, Sașa, Grișa și Ion) și produs de Cristian Mungiu (Occident, 4 luni, 3 săptămâni și 2 zile, După dealuri) alături de Tudor Reu, dar, dacă titlul vă sună cumva cunoscut, este pentru că are un anume trecut: “Hackerville” este supranumele dat orașului Râmnicu Vâlcea de jurnaliștii de la Le Monde, într-un articol din 2011 despre fenomenul criminalității informatice care apăruse și se dezvoltase aici.
“Frauda pe internet a devenit un sport local în acest oraș pe care presa americană îl descrie ca “Silicon Valley al fraudelor online”… 80% dintre fraude vizează cetățeni americani… miercuri, 7 decembrie (2011, n.m.) directorul FBI, Robert Mueller, a descins la București, pentru o întâlnire-fulger cu președintele Traian Băsescu… în ciuda numeroaselor arestări operate în ultimii ani, Râmnicu Vâlcea rămâne o placă turnantă a criminalității informatice, cu tentacule care se întind pe mai multe continente… un aer de prosperitate caracterizează orașul… pot fi văzute peste 20 de birouri Western Union.”, scria Le Monde.

## Distincții
- 2019 Premiul Adolf Grimme[2]